# پتی لین
 پتی لین  (به انگلیسی: Patty Lin) نمایشنامه‌نویس و تهیه‌کننده امریکایست. وی سابقه همکاری با عوامل سریال دوستان و برکینگ بد را دارد. همکاری او با برکینگ بد از سال ۲۰۰۸ و با فصل اول سریال به عنوان تهیه‌کننده و نویسنده آغاز شد.

## پیوند
پتی لین در بانک اطلاعات اینترنتی فیلم‌ها